# Yekaterina Kuzminá
Yekaterina Anatólievna Kuzminá –en ruso, Екатерина Анатольевна Кузьмина– (San Petersburgo, 5 de enero de 1996) es una deportista rusa que compite en curling. Ganó una medalla de plata en el Campeonato Mundial de Curling Femenino de 2021.

## Palmarés internacional
| Campeonato Mundial | Campeonato Mundial | Campeonato Mundial | Campeonato Mundial |
| Año                | Lugar              | Medalla            | Prueba             |
| ------------------ | ------------------ | ------------------ | ------------------ |
| 2021               | Calgary (Canadá)   | Medalla de plata   | Equipo             |